# Pedro Pacheco y de Guevara
Pedro Pacheco y de Guevara   (La Puebla de Montalbán, 29 de juny de 1488 - Roma, 5 de març de 1560) fou bisbe de Mondoñedo, Ciutat Rodrigo, Pamplona, Sigüenza i Jaén, arquebisbe i cardenal, prelat imperial en el Concili de Trento, virrei de Nàpols, inquisidor, canonista i teòleg.
Fill de família noble, net de Juan Pacheco, marquès de Villena, va estudiar a Salamanca, sent capellà reial de Carles V el 1518, per ordres del rei va visitar les cancelleries de Valladolid i Granada, a partir d'aquí la seva carrera va ser ascendent, marxant a Roma com cambrer privat del papa Adrià VI, va participar en el Concili de Trento sent cèlebres les seves intervencions a favor de la doctrina de la Immaculada.
El 3 de juny de 1553 fou nomenat virrei de Nàpols pel rei Carles V, per a succeir a Pedro Álvarez de Toledo y Zúñiga que havia mort el 21 de febrer d'aquest mateix any.
Temps després de la seva mort, les seves restes van ser traslladades al convent de Concepcionistes Franciscanes de La Puebla de Montalbán, fundat precisament per ell i del qual s'havia fet càrrec de la seva reconstrucció.

## Nomenaments
- Bisbe de Mondoñedo, 6 de setembre de 1532 a l'11 d'abril de 1537.
- Bisbe de Ciutat Rodrigo, 11 d'abril de 1537 al 21 de maig 1539.
- Bisbe de Pamplona, 21 de maig de 1539 al 9 de gener de 1545.
- Bisbe de Jaén, 9 de gener de 1545 al 30 d'abril de 1554
- Bisbe de Sigüenza,30 d'abril de 1554 a 20 setembre 1557
- Bisbe d'Albano de la diòcesi de Roma, 20 de setembre de 1557 al 5 de març de 1560(†)
- Fou nomenat cardenal pel papa Pau III el dia 16 de desembre de 1545.